# Estigmène dimorphe
Estigmene acrea
Espèce
L'Estigmène dimorphe (Estigmene acrea) est une espèce de lépidoptères (papillons) de la famille des Erebidae et de la sous-famille des Arctiinae. 

## Répartition
Cette espèce est présente en Amérique du Nord et en Afrique.

## Description

### Papillon
L'imago d'Estigmene acrea est un papillon d'une envergure compris entre de 4,5 et 6,8 cm. Les ailes antérieures sont blanches avec un nombre variable de taches noires (absentes chez certains individus). Les ailes postérieures sont jaune-orange chez les mâles et blanches chez les femelles. Les deux sexes ont 3 ou 4 taches noires sur les ailes postérieures. La tête et le thorax sont blancs ; l'abdomen est jaune-orange avec une rangée de taches noires.

### Chenille
La chenille, appelée « Chenille des marais salants », est très variable en couleur, allant du jaune pâle au brun foncé-noir. Elle possède de nombreuses soies douces qui sont plus longues vers l'extrémité du corps. Les segments thoraciques et abdominaux ont quelques rangées de verrues noires ou orange. 

## Biologie
Le papillon vole en général de mai à août, mais on le peut voir toute l'année dans le Sud de la Floride et du Texas.
La chenille peut être trouvée sur diverses plantes hôtes, notamment le chou, coton, noyer, pommier, tabac, pois, pomme de terre, trèfle et maïs[réf. nécessaire].
Les œufs sont pondus en grappes sur les feuilles de la plante hôte. 
La chrysalide hiverne dans un cocon.

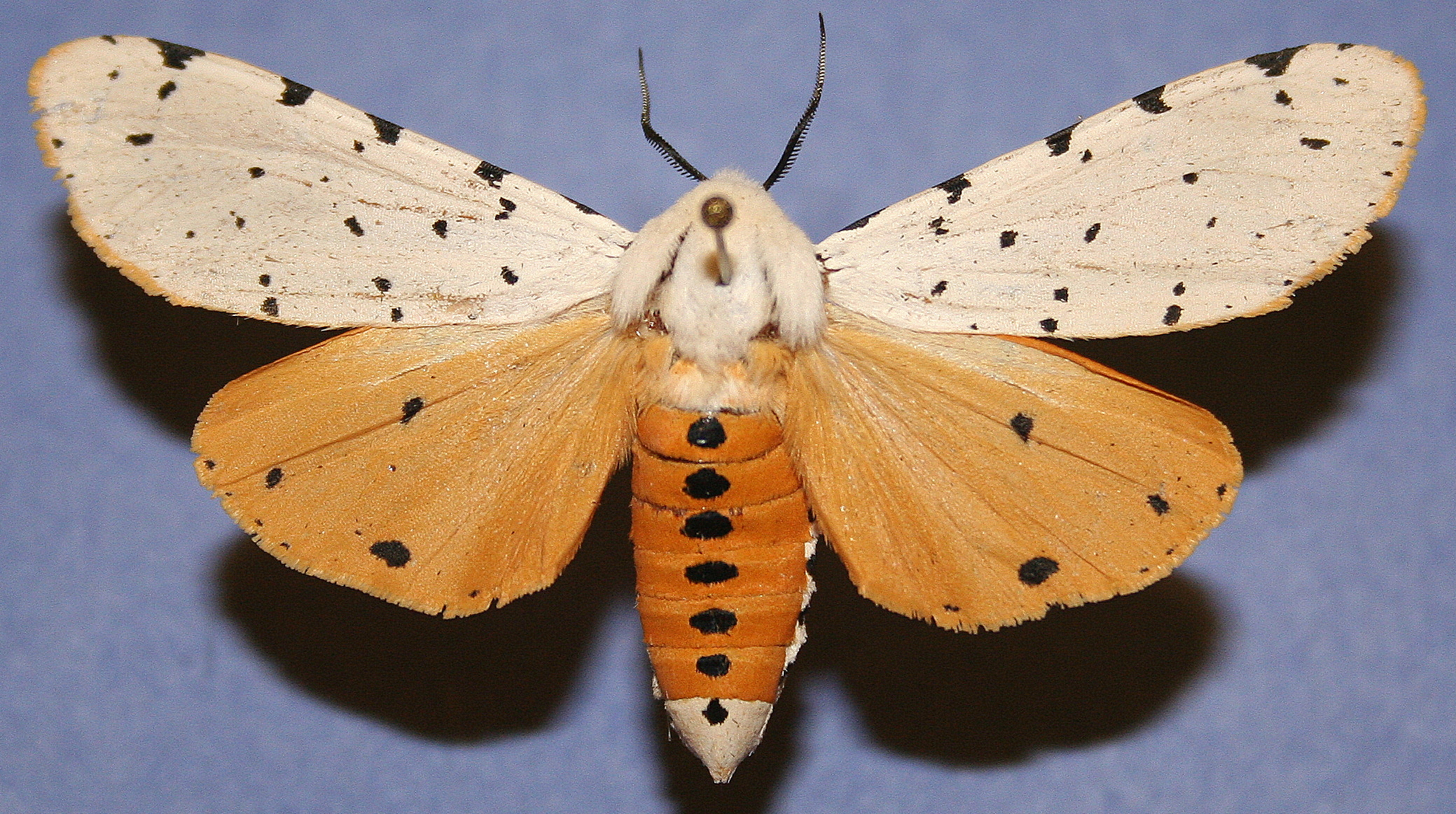
Mâle étalé.
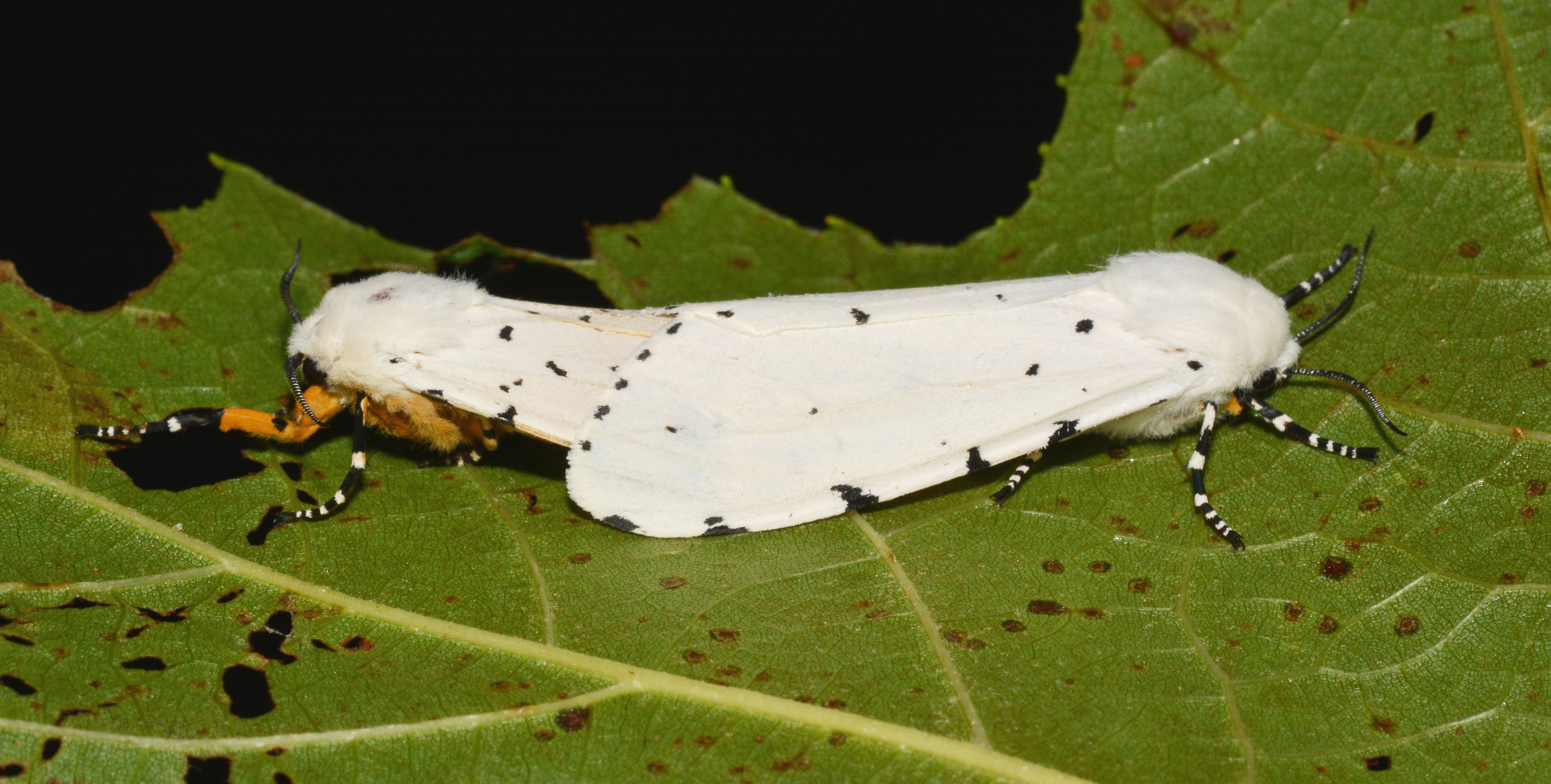
Accouplement.
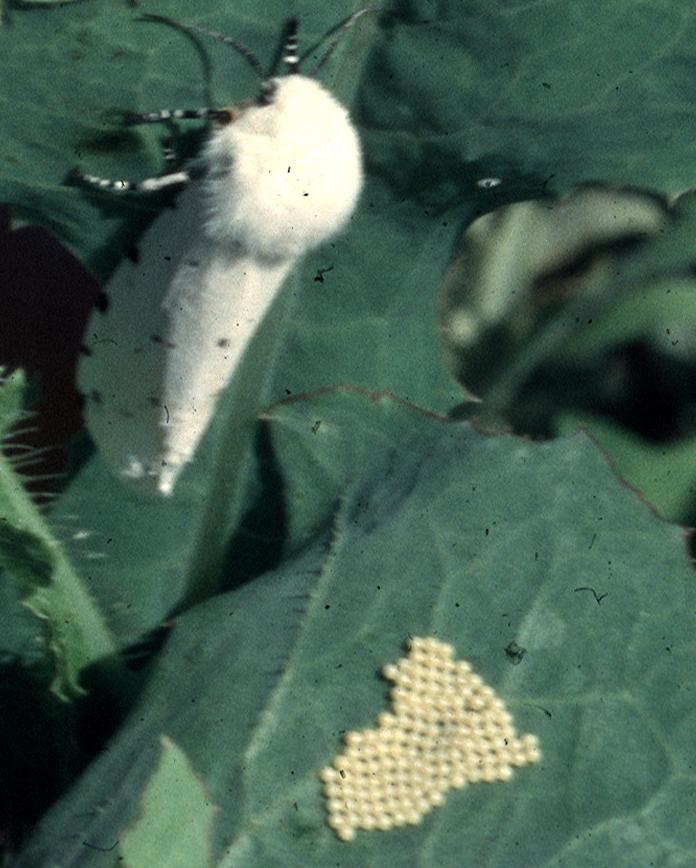
Femelle et œufs.
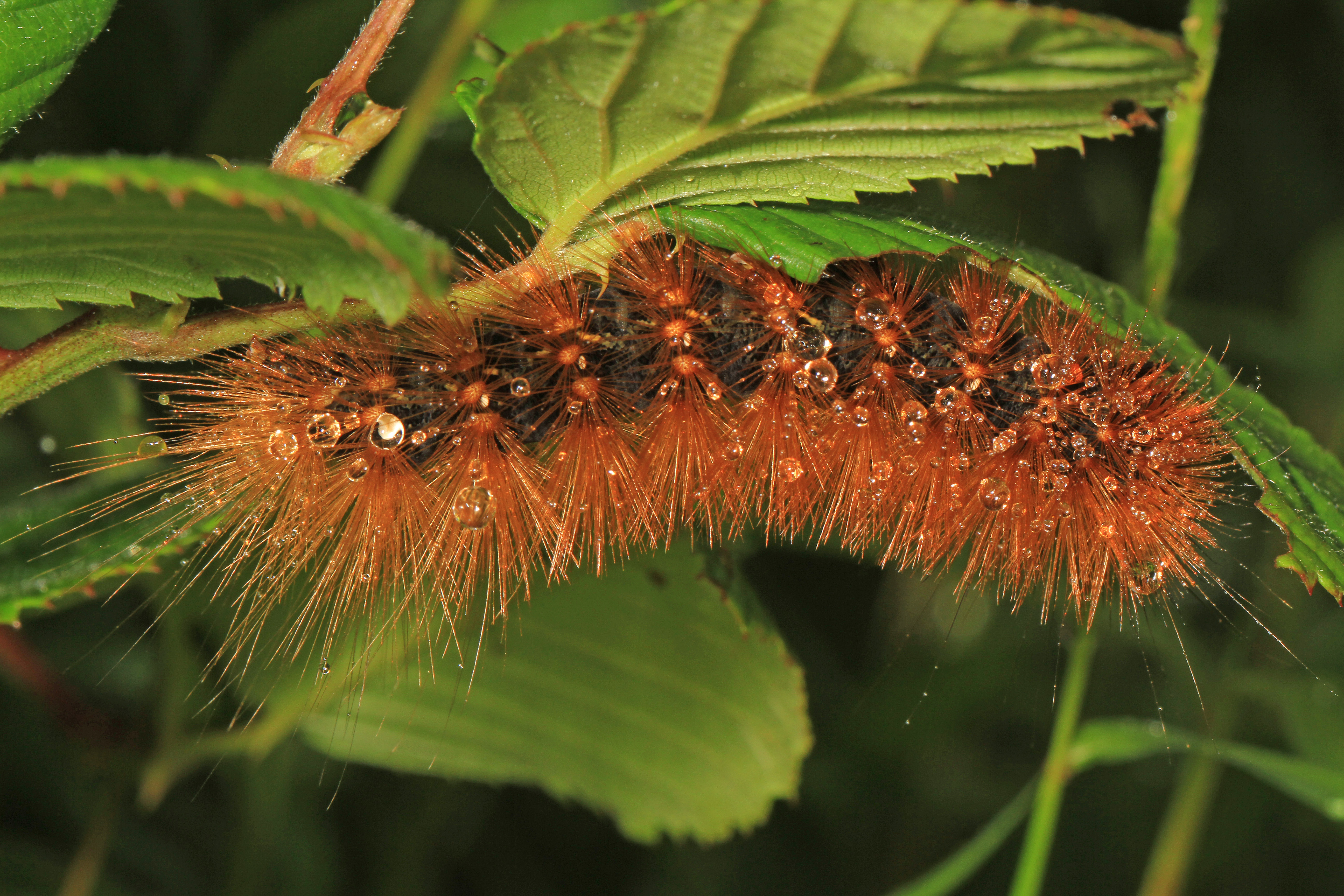
Chenille.